# LG CF360

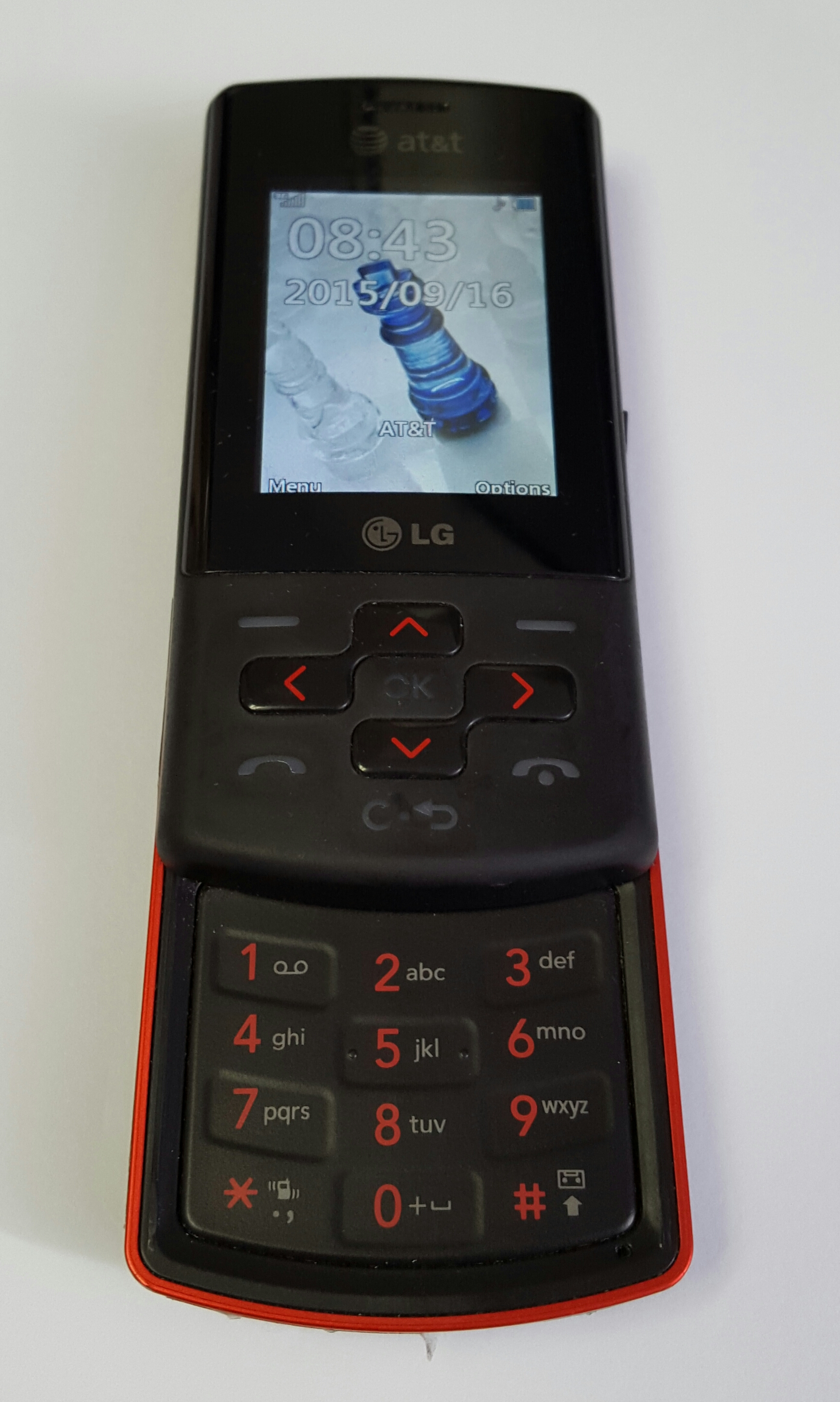
LG CF360

LG CF360 è un telefono cellulare slide-up realizzato da LG, venduto fondamentalmente per AT&T. È stato messo in commercio nel dicembre 2009, poco prima di Natale. Il telefono è disponibile in due colori diversi, nero con numeri e accenti blu, e nero con numeri e accenti rossi.

## Caratteristiche
- Media .NET
- Video Sharing
- Multimedia Messaging
- Mobile E-mail
- Fotocamera
- Bluetooth
- Giochi Mobile
- AT&T GPS
- 3G
- Messaggi di testo (SMS)
- Vivavoce
- Connessione USB.[1]